# West Grant, Bắc Dakota
West Grant là một lãnh thổ chưa tổ chức thuộc quận Grant, tiểu bang Bắc Dakota, Hoa Kỳ. Năm 2010, dân số của nơi này là 343 người.